# Diarsia
Genre
Synonymes
- Oxira Walker, 1865[2]

Diarsia est un genre de lépidoptères (papillons) nocturnes de la famille des Noctuidae.

## Espèces rencontrées en Europe
- Diarsia brunnea (Denis & Schiffermüller, 1775)
- Diarsia dahlii (Hübner, 1813)
- Diarsia florida (F. Schmidt, 1859)
- Diarsia guadarramensis (Boursin, 1928)
- Diarsia mendica (Fabricius, 1775)
  - Diarsia mendica borealis (Zetterstedt, 1839)
  - Diarsia mendica mendica (Fabricius, 1775)
  - Diarsia mendica orkneyensis (Bytinski-Salz 1939)
  - Diarsia mendica thulei (Staudinger, 1891)
- Diarsia rubi (Vieweg 1790)

## Liste d'espèces
Selon Catalogue of Life (3 novembre 2019) :
- Diarsia acharista Boursin, 1948
- Diarsia acutipennis Boursin, 1954
- Diarsia albipennis Butler, 1889
- Diarsia arenosoides Poole, 1989
- Diarsia axiologa Boursin, 1948
- Diarsia banksi Holloway, 1976
- Diarsia barlowi Holloway, 1976
- Diarsia basistriga Moore, 1867
- Diarsia beckeri Boursin, 1948
- Diarsia borneochracea Holloway
- Diarsia brunnea Schiffermüller, 1775
- Diarsia calgary Smith, 1898
- Diarsia canescens Butler, 1878
- Diarsia caradjai Boursin, 1954
- Diarsia carnipennis Chang
- Diarsia cerastioides Moore, 1867
- Diarsia chalcea Boursin, 1948
- Diarsia cia Strand, 1919
- Diarsia claudia Boursin, 1963
- Diarsia coenostola Boursin, 1948
- Diarsia copria Hreblay & Plante
- Diarsia dahlii Hübner, 1813
- Diarsia deparca Butler, 1879
- Diarsia dewitzi Graeser, 1888
- Diarsia dichroa Boursin, 1954
- Diarsia dimorpha Wileman & West, 1928
- Diarsia dislocata Smith, 1904
- Diarsia eleuthera Boursin, 1948
- Diarsia erubescens Butler, 1880
- Diarsia erythropsis Boursin, 1954
- Diarsia esurialis Grote, 1881
- Diarsia excelsa Hreblay & Ronkay
- Diarsia fannyi Corti & Draudt, 1933
- Diarsia ferruginea Chen, 1984
- Diarsia flavibrunnea Leech, 1900
- Diarsia flavostigma Holloway, 1976
- Diarsia fletcheri Boursin, 1969
- Diarsia florida Schmidt, 1859
- Diarsia formosana Boursin, 1948
- Diarsia formosensis Hampson, 1909
- Diarsia gaudens Hampson, 1905
- Diarsia griseithorax Warren, 1912
- Diarsia guadarramensis Boursin, 1932
- Diarsia henrici Corti & Draudt, 1933
- Diarsia hoenei Boursin, 1954
- Diarsia hypographa Boursin, 1954
- Diarsia inconsequens Rothschild, 1920
- Diarsia intermixta Guenée, 1852
- Diarsia jucunda Walker, 1857
- Diarsia kebeae Bethune-Baker, 1908
- Diarsia latimacula Kozhanchikov, 1937
- Diarsia macrodactyla Boursin, 1954
- Diarsia magnisigna Prout, 1922
- Diarsia mandarinella Hampson, 1903
- Diarsia mediotincta Kozhanchikov, 1937
- Diarsia melanomma Prout, 1926
- Diarsia mendica Fabricius, 1775
- Diarsia nebula Leech, 1900
- Diarsia nigrafasciata Chang
- Diarsia nigrosigna Moore, 1881
- Diarsia nipponica Ogata, 1957
- Diarsia nyei Boursin, 1969
- Diarsia obuncula Hampson, 1903
- Diarsia ochracea Walker, 1865
- Diarsia odontophora Boursin, 1954
- Diarsia olivacea Prout, 1922
- Diarsia orophila Boursin, 1948
- Diarsia owgarra Bethune-Baker, 1908
- Diarsia pacifica Boursin, 1943
- Diarsia pallens Chen
- Diarsia pallidimargo Prout, 1922
- Diarsia pallidisigna Prout, 1922
- Diarsia pediciliata Prout, 1924
- Diarsia poliophaea Boursin, 1954
- Diarsia polytaenia Boursin, 1948
- Diarsia postfusca Hampson, 1896
- Diarsia pseudacharista Boursin, 1948
- Diarsia robusta Boursin, 1948
- Diarsia rosaria Grote, 1878
- Diarsia rubi Vieweg, 1790
- Diarsia rubicilia Moore, 1867
- Diarsia rubifera Grote
- Diarsia ruficauda Warren, 1910
- Diarsia sciera Chen
- Diarsia serrata Holloway, 1976
- Diarsia sinuosa Wileman, 1912
- Diarsia stictica Poujade, 1887
- Diarsia stigmatias Warren, 1912
- Diarsia subtincta Chang
- Diarsia tincta Leech, 1900
- Diarsia torva Corti & Draudt, 1933
- Diarsia unica Plante, 1994
- Diarsia vulpina Moore, 1882
- Diarsia yoshimotoi Plante, 1994